# Max Pfeffer
Max Pfeffer (* 12. Juni 1883 in Geldern; † 31. Dezember 1955 im  Kriegsgefangenenlager 5110/48 Woikowo bei Iwanowo, Sowjetunion) war ein deutscher General der Artillerie im Zweiten Weltkrieg.

## Leben
Max Pfeffer war ein Sohn des Landgerichtsdirektors Carl Josef Pfeffer (1853–1927) und gehörte zu der bürgerlichen Linie derer Pfeffer von Salomon. Seine Schwester Martha (* 1905) war mit Karl Tillessen verheiratet.
Pfeffer trat als Fähnrich Mitte Oktober 1902 in die Armee ein. Anfang 1904 stand er als Leutnant im 2. Westfälischen Feldartillerie-Regiment Nr. 22 in Münster und diente als Offizier im Ersten Weltkrieg. Für sein Wirken erhielt er beide Klassen des Eisernen Kreuzes und das Ritterkreuz des Königlichen Hausordens von Hohenzollern mit Schwertern.
Nach Ende des Krieges wechselte er in die Reichswehr. Anfang April 1931 wurde er erst zum Oberstleutnant und Anfang Oktober 1933 zum Oberst befördert. Von Oktober 1934 an war er für zwei Jahre Kommandeur des Artillerie-Regiments 16 in Münster und anschließend mit seiner Beförderung zum Generalmajor in der gleichen Position beim Artillerie-Regiment 26. Es folgte sein Einsatz als Artillerie-Kommandeur (Arko 20) in Hamburg, im Juni 1938 der Charakter als Generalleutnant und ab Mitte November 1938 sein Einsatz als Höherer Artillerie-Offizier. Im August 1939 folgte seine Beförderung zum Generalleutnant.
Zu Beginn des Zweiten Weltkriegs war er ab September 1939 Arko 44. Vom 5. April 1940 bis 16. Januar 1943 war er Kommandeur der neu aufgestellten 297. Infanterie-Division. Die Division wurde erst im Juni 1941 bei der Panzerschlacht bei Dubno-Luzk-Riwne in den Kampfeinsatz gebracht. Sie war u. a. bei der Eroberung von Shitomir (Juli 1941), Uman (August 1941), Kharkov (November 1941) und Rostov (November/Dezember) beteiligt. Dafür wurde Pfeffer am 4. Dezember 1941 mit dem Ritterkreuz des Eisernen Kreuzes ausgezeichnet. Von Juli bis August 1942 nahm er mit der Division im XXIV. Armeekorps stehend an der Kesselschlacht bei Kalatsch teil.

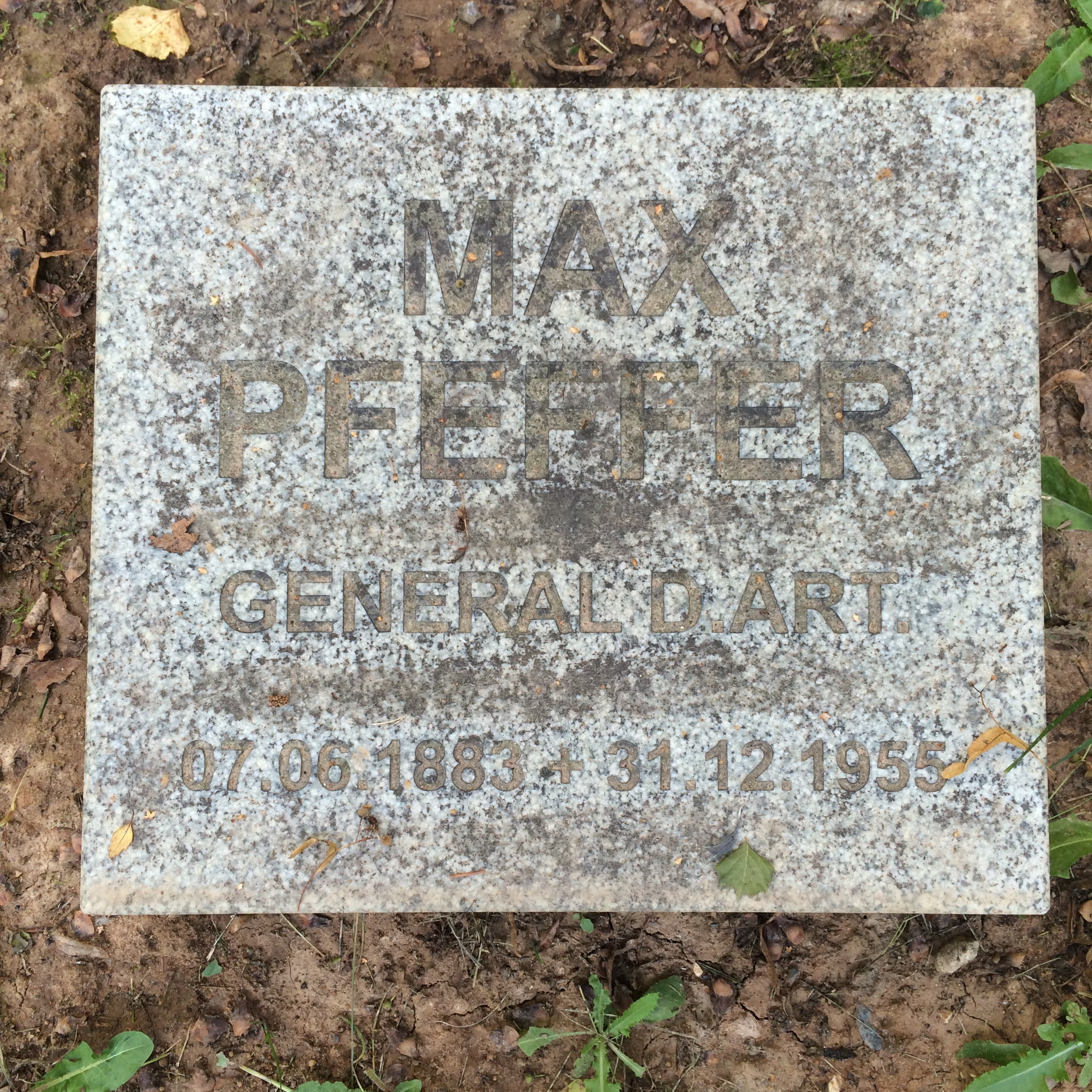
Grabstein auf dem Generalsfriedhof in Tschernzy

Anschließend übernahm Pfeffer im Januar 1943, seit Dezember 1942 als General der Artillerie, das Kommando als Kommandierender General über das IV. Armeekorps. Während der Schlacht um Stalingrad ergab er sich Ende Januar 1943 den sowjetischen Truppen und ging in Kriegsgefangenschaft. 1954 erkrankte Pfeffer.
Er verstarb am 31. Dezember 1955 in sowjetischer Kriegsgefangenschaft im Kriegsgefangenenlager 5110/48 Woikowo und wurde auf einem Generalsfriedhof in Tschernzy beigesetzt.